# Stefano Bizzotto
Stefano Bizzotto (* 19. Juni 1961 in Bozen) ist ein italienischer Sportjournalist und Sportkommentator.
Er übernahm 1982 bei der Tageszeitung Alto Adige seine erste Anstellung als Journalist. 1986 wurde Stefano Bizzotto für die Gazzetta dello Sport tätig. Dort war Bizzotto unter anderem für den deutschen Fußball zuständig. Später begann er seine Tätigkeit bei Radiotelevisione Italiana. Für die RAI ist er auch als Kommentator tätig.